# Saalburg (Saalburg-Ebersdorf)

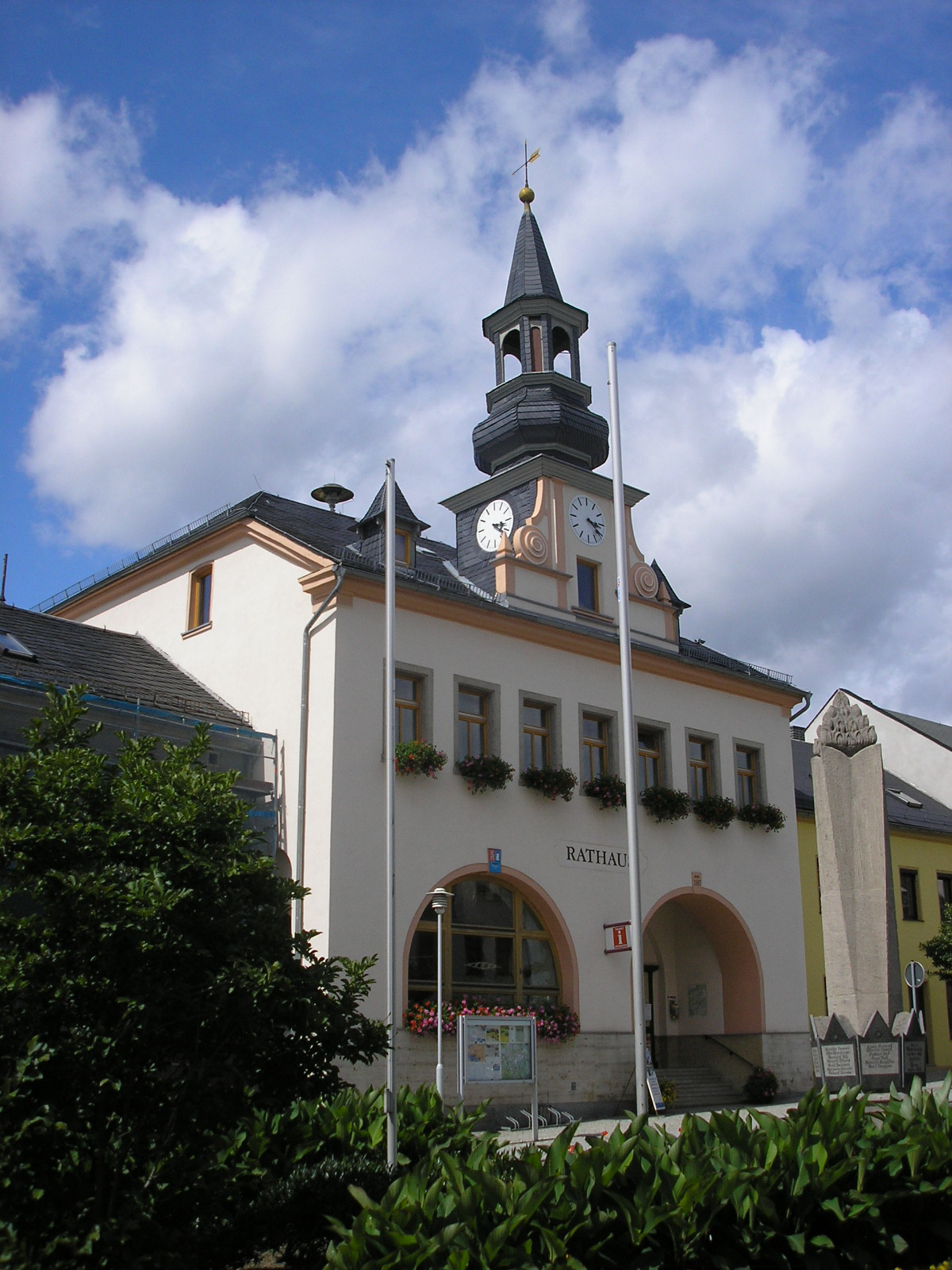
Das Saalburger Rathaus

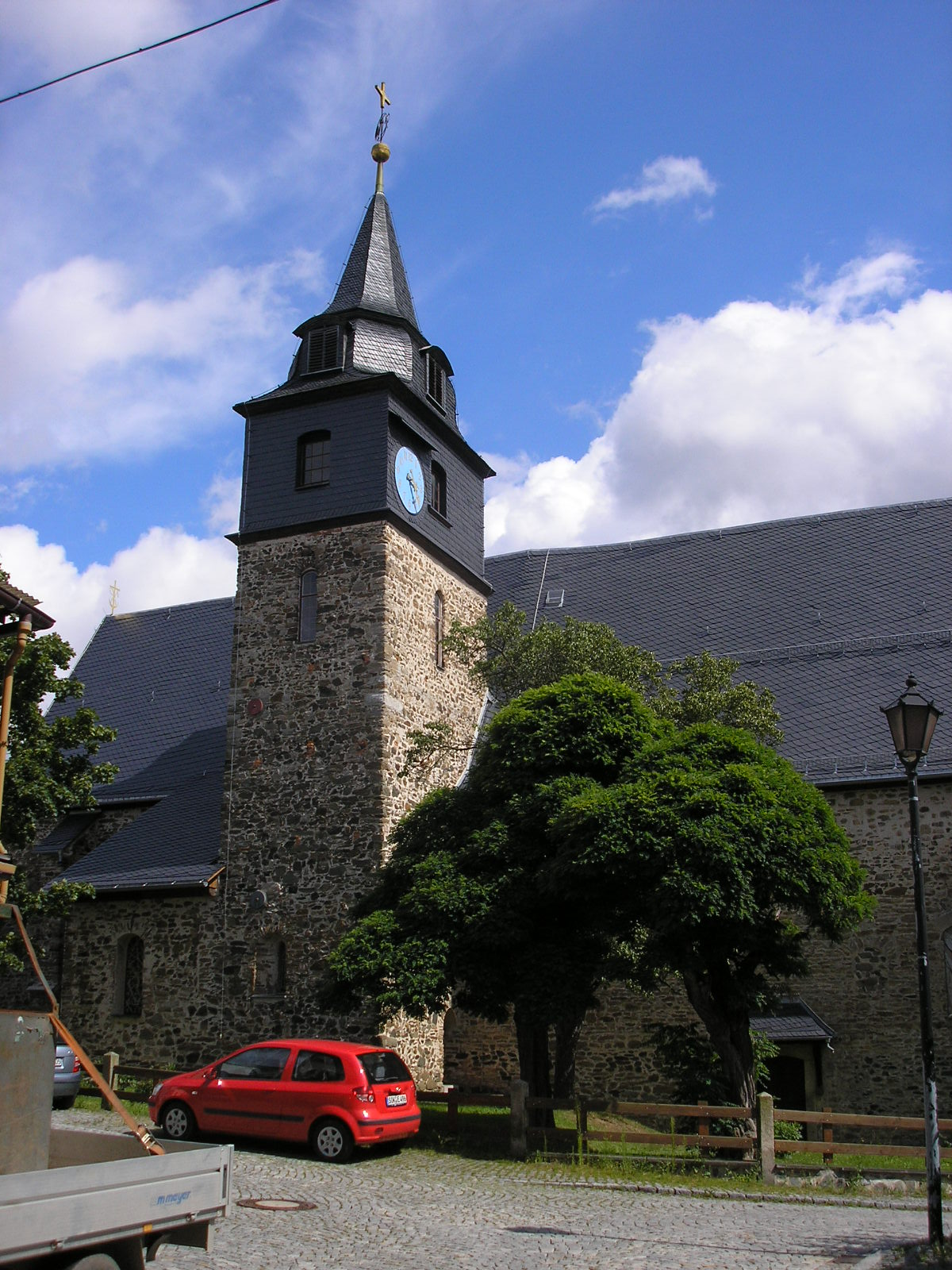
Die Saalburger Stadtkirche

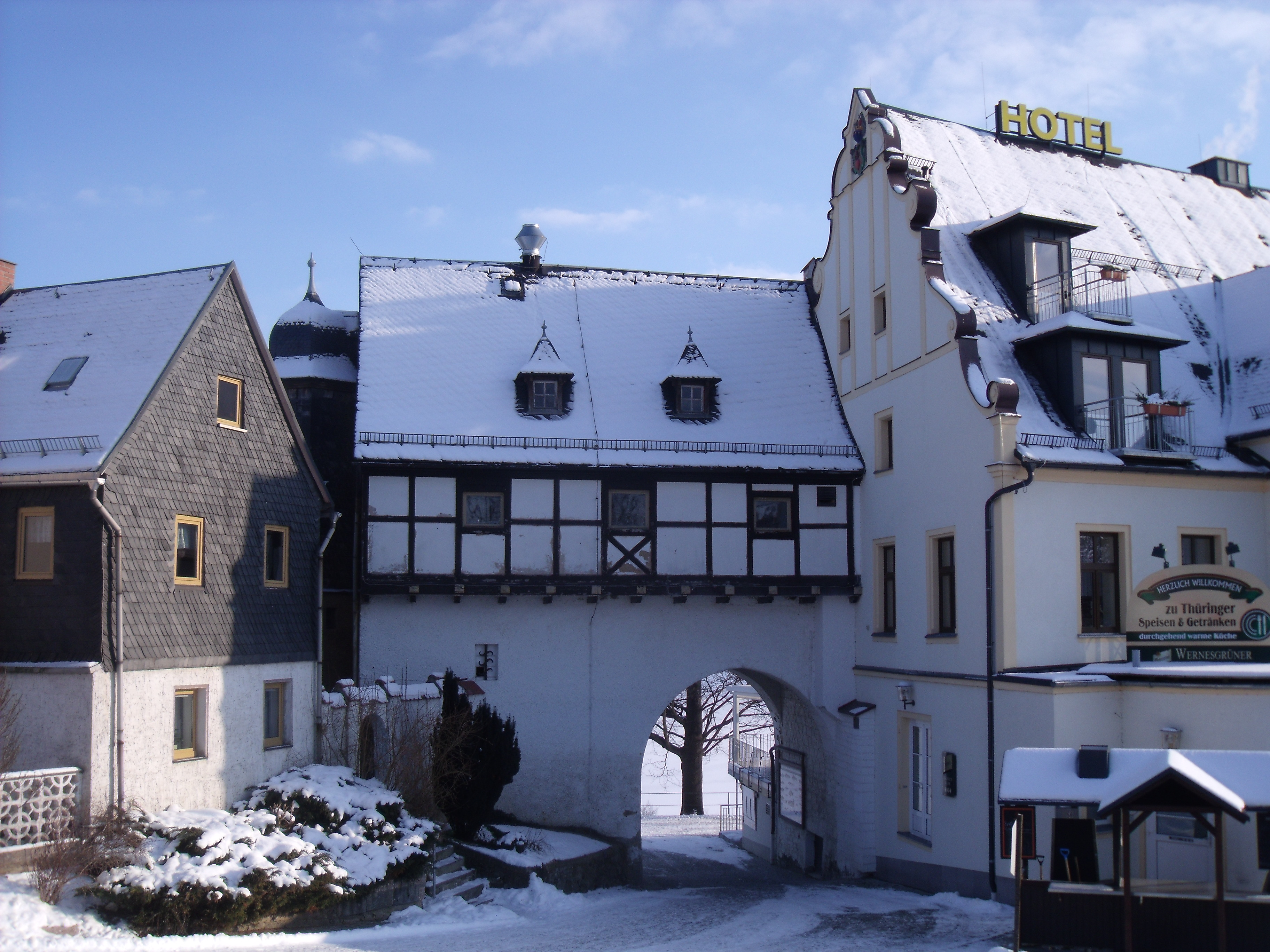
Unteres Stadttor in Saalburg – letztes erhaltenes Stadttor im Saale-Orla-Kreis

Saalburg ist ein Ortsteil der Stadt Saalburg-Ebersdorf im Saale-Orla-Kreis in Thüringen.

## Geografie
Saalburg liegt am östlichen Ufer der Bleilochtalsperre, dem Stausee mit dem größten Fassungsvermögen in Deutschland. Die Stadt ist verkehrsmäßig über die Landesstraße 1095, die Bundesstraße 2 und über die Bundesautobahn 9 mit dem Umland gut verbunden. Die Flur der Stadt besitzt viele natürliche Sehenswürdigkeiten. Geologisch gehört das Gebiet zum Südostthüringer Schiefergebirge. Die mittlere Höhenlage der Stadt beträgt 575 m über NN.

## Verkehr
Mit den Linien 610 und 730 des Verkehrsunternehmens KomBus hat Saalburg Anschluss an die Städte Schleiz, Bad Lobenstein, Lehesten und Tanna. Der Bahnhof Saalburg (Saale) war zwischen 1930 und 1996 der Endpunkt der Bahnstrecke Schleiz–Saalburg. Auf der einstigen Trasse wurde der Oberland-Radweg angelegt.

## Geschichte
Schon lange vor dem Jahr 1216 hielten sich Menschen in der Gegend um Saalburg auf. Funde beweisen, dass bereits in der Jungsteinzeit Reisende hier eine natürliche Saalefurt nutzten, um über den Fluss zu gelangen. Unter den Artefakten befanden sich Steinwerkzeuge, eine Bronzeaxt und mehrere bronzene Ringbarren, deren Alter auf 4.000 Jahre geschätzt wird.
Saalburg wurde urkundlich erstmals 1216 und als Stadt 1313 erwähnt. Zur Kontrolle des Saaleübergangs der alten Handelsstraße von Nürnberg nach Leipzig errichteten die Lobdeburger vor 1216 eine Burg. Die Burg lag am rechten Ufer der Saale, am Platz des späteren Schlosses. 1913 stürzte der Bergfried ein. Reste sind noch vorhanden. Spätestens im Jahre 1313 kam Saalburg in den Besitz der Vögte von Gera, die in der Nähe des Ortes das Kloster zum Heiligen Kreuz gründeten. Die Stadtrechte gehen vermutlich auf die Herren von Gera zurück. Archäologische Untersuchungen ließen den Schluss zu, dass die Burg ebenso wie die Wysburg bei Weisbach 1354 bei einem Kriegszug im Auftrag Kaiser Karls IV. zerstört wurde. Sie wurde deutlich kleiner wiederaufgebaut. Als Ersatz für die Burg wurde die heute noch teilweise erhaltene Stadtmauer mit ursprünglich wohl 26 Türmen errichtet. An geistlichen Einrichtungen gab es damals außer der Stadtkirche das Kloster zum Heiligen Kreuz, woraus der heutige Ortsteil Kloster entstand, sowie eine Kapelle am Hügel St. Aegiti, der heute bei Niedrigwasser eine Insel im Stausee bildet.
Im 16. Jahrhundert wurde die Handelsstraße, bis dato die Lebensader der städtischen Wirtschaft, für Leipziger Messehändler gesperrt. Die Reformation hatte 1544 die Auflösung des Klosters zur Folge, in dem viele Saalburger Arbeit fanden. Als Mitte des 16. Jahrhunderts die Burggrafen von Meißen auch noch die Steuern stark erhöhten, verarmten die Saalburger zusehends. Der Tiefpunkt war 1586 erreicht, als die Stadt fast vollständig niederbrannte. Hoffnung weckte die Initiative Heinrich Posthumus Reuß, ab 1602 die erste Brücke über die Saale bauen zu lassen. Doch wurde das Bauwerk schon 1638 im Dreißigjährigen Krieg von schwedischen Soldaten zerstört. In jenem Krieg hatte die Stadt schwer zu leiden: 1633 verübten kroatische Reiter ein Massaker in der Stadtkirche, 1640 zündeten die Schweden die Stadt an.
Saalburg war zwischen 1647 und 1666 Residenzstadt der Herrschaft Reuß-Saalburg. 1666 wurde Saalburg der Herrschaft Reuß-Gera angegliedert. Die Geraer Reußen errichteten ein Stadtpalais neben dem Rathaus als Ersatz für das 1722 abgebrannte Schloss. In dieser Nebenresidenz leitete der Landesherr während des Siebenjährigen Krieges die Regierungsgeschäfte. Am 8. Oktober 1806 fand am Ufer der Saale das erste Gefecht des Vierten Koalitionskrieges zwischen Frankreich und Preußen statt. 1888 wurde das Saalburger Marmorwerk gegründet.
1930 wurde die Bahnstrecke Schleiz–Saalburg durch die Schleizer Kleinbahn AG eröffnet. 1996 wurde der Verkehr eingestellt. 1932 wurde die Saale angestaut, sodass Saalburg zu einer Stadt am Stausee Bleilochtalsperre wurde. Im 2. Weltkrieg war die Talsperre Ziel alliierter Luftangriffe. Bei den häufigen Luftalarmen brachten sich die Saalburger in ihren Kellern oder in unterirdischen Gängen in Sicherheit.
Am 12. April 1945 marschierten zwei Kolonnen KZ-Häftlinge auf Todesmärschen durch die Stadt. Es kam zu Tötungen von Häftlingen, die zunächst in Gruben an der Straße begraben und am 9. Juni in den Ehrenhain von Saalburg umgebettet wurden. Der dortige Gedenkstein zeigt den Rosa Winkel und spricht von 64 Menschen, „die auf dem Marsch aus dem KZ Buchenwald 1945 zusammenbrachen und ermordet wurden.“ Eine Häftlingskolonne war von Buchenwald in Richtung Flossenbürg unterwegs, eine zweite Häftlingskolonne aus Sonneberg überquerte die Saale, bevor die Wehrmacht die Saalebrücke am 13. April 1945 sprengte, um das Vorrücken der Alliierten zu verhindern.  Bereits am 15. April 1945 besetzten die Amerikaner Saalburg. Von 1963 bis 1967 erfolgte der Wiederaufbau der Saalebrücke.
Trotz der schwierigen Verkehrssituation entwickelte sich Saalburg ab 1948 zu einem der Top-Ferienorte der DDR. In jenem Jahr eröffnete hier das erste FDGB-Heim Thüringens. Am 1. Juli 1950 wurde die bis dahin eigenständige Gemeinde Pöritzsch eingegliedert. Bis Ende der 1980er sollen bis zu eine Million Menschen pro Urlaubssaison Saalburg besucht haben. Hauptattraktion war die Schifffahrt mit ihrem heute noch aktiven Flaggschiff MS Gera. Die Wende setzte dem Tourismus-Boom ein jähes Ende. Wie andernorts auch, schlossen Betriebe ihre Pforten, wurde die Schule aufgelöst. 2002 schließlich verlor Saalburg seine Selbstständigkeit durch den Zusammenschluss mit Ebersdorf.

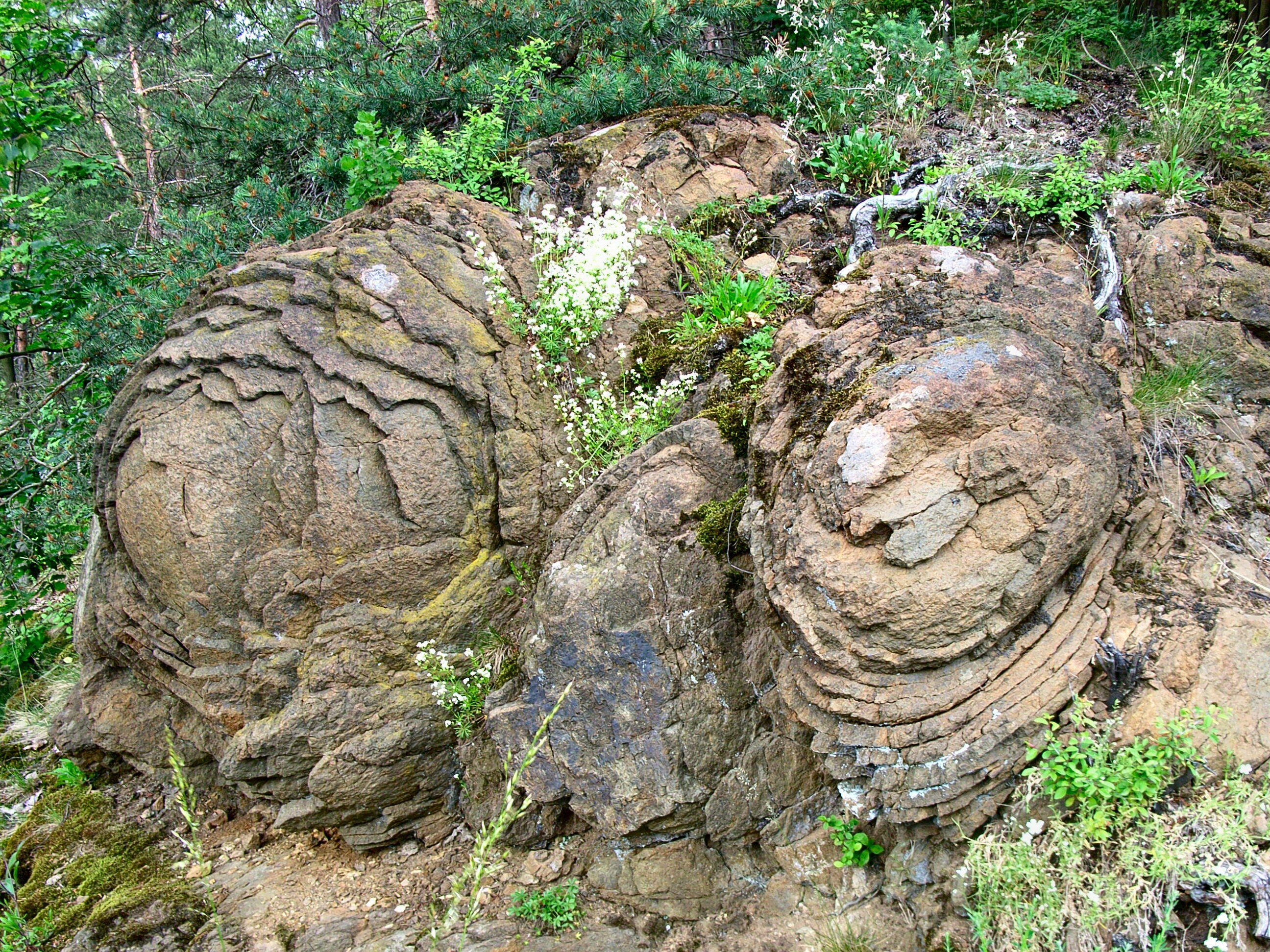
Steinerne Rose bei Saalburg – eine geologische Besonderheit

Saalburg ist heute ein staatlich anerkannter Erholungsort.
Seit 1997 findet in Saalburg mit dem SonneMondSterne Festival (kurz: SMS) eines der größten Open-Air-Festivals für elektronische Tanzmusik in Europa statt.

## Persönlichkeiten

### Söhne und Töchter Saalburgs
- Zacharias Liebhold von Solbergk (1552–1626), Stadtschreiber von Silberberg in Schlesien und Theaterdichter[13]

- Carl Christoph Eckner (1743–1807), Mediziner
- Kurt Graesel (1841–1920), Landrat, Richter und Abgeordneter in Reuß j.L.
- Fedor Schuchardt (1848–1913), Psychiater
- Arnim Graesel (1849–1917), Bibliothekar
- Albin Stobwasser (1904–1986), Widerstandskämpfer

### Weitere Persönlichkeiten
- Hermann I. von Lobdeburg (unbekannt–1254), 1225–1254 Bischof von Würzburg, 1216–1225 Mitregent in der Saalburger Linie des Hauses Lobdeburg
- Joachim Murat (1767–1815), erkämpfte im Vierten Koalitionskrieg am 8. Oktober 1806 den Saaleübergang bei Saalburg
- Christian Heidecke (1837–1925), Architekt, Mitbegründer der Saalburger Marmorwerke
- Louis Geilsdorf (1828–1895), Floßherr, Holzgroßhändler, Bürgermeister von Saalburg 1883 bis 1894; in seiner Amtszeit wurde das Saalburger Marmorwerk errichtet
- Hermann Künzel, deutscher Politiker, Bürgermeister von Saalburg
- Karl Christian Adler (1790–1887), 1831–1867 Pfarrer in Saalburg
- Eduard Rottler († 1899), deutscher Kaufmann und Politiker, Bürgermeister von Saalburg
- Richard Haselbacher (1885–1918), deutscher Pfarrer und Politiker, 1917–1918 Oberpfarrer in Saalburg
- Bodo Ramelow (* 1956), Politiker, hat seit 2016 einen Nebenwohnsitz in Saalburg[14]
- Anika Scheibe (* 1988), deutsches Model, wuchs in Saalburg auf

## Tourismus
Saalburg ist das touristische Zentrum an der Bleilochtalsperre mit Fahrgastschifffahrt, Wassersportangeboten, einer Sommerrodelbahn, einem Märchenwald, einem Kletterwald, Hotels, Restaurants und Cafés. Der Ort liegt auf dem Radfernweg Euregio Egrensis, dem Saaleradweg und dem Fernwanderweg Eisenach–Budapest.

## Sehenswürdigkeiten
- Kirche St. Marien
- Reste der Stadtmauer mit dem einzigen erhaltenen Stadttor im Saale-Orla-Kreis
- Bleilochtalsperre
- Stauseebrücke „Brücke des Friedens“ (240 Meter lang)
- Steinerne Rose
- Gedenkstätte (am Spielplatz)